# Sanctus
El Sanctus és un himne d'aclamacio que forma part de l'ordinari de la missa catòlica, tot tancant-ne el prefaci. Antigament es coneixia com a trisagi, ja que el terme "sant" es repeteix tres cops a l'inici del text, en honor de la Santíssima Trinitat. És emprat també en gairebé tots els ritus de la litúrgia catòlica, ortodoxa i en moltes protestants.
El Sanctus segueix el caràcter general del Prefaci: és una lloança de latria, i correspon a les paraules que els àngels tributaven a Déu a Isaïes 6:3.
El text de la segona part, el Bendictus, s'ha pres de l'Evangeli segons Mateu 21:9, en el context de l'entrada triomfal de Jesús a Jerusalem Diumenge de Rams.

## Text
| En llatí Sanctus, Sanctus, Sanctus, Dominus Deus Sabaoth; pleni sunt caeli et terra gloria tua. Hosanna in excelsis. Benedictus, qui venit in nomine Domini. Hosanna in excelsis. | En català Sant, Sant, Sant, Sant és el Senyor, Déu de l'univers el cel i la terra són plens de la vostra glòria. Hossanna a dalt del cel. Beneït el qui ve en nom del Senyor. Hossanna a dalt del cel. |